# گمینا شتابین
گمینا شتابین (به لهستانی:  Gmina Sztabin) یک گمینا در لهستان است که در شهرستان اوگوستوف واقع شده‌است. گمینا شتابین ۳۶۱٫۸ کیلومتر مربع مساحت و ۵٬۴۴۹ نفر جمعیت دارد.